# Цитриново
Цитриново (пол. Cytrynowo, нім. Cytronshof) — село в Польщі, у гміні Тшемешно Гнезненського повіту Великопольського воєводства.
Населення — 155 осіб (2011).
У 1975-1998 роках село належало до Бидгощського воєводства.

## Демографія
Демографічна структура станом на 31 березня 2011 року:
|          | Загалом | Допрацездатний вік | Працездатний вік | Постпрацездатний вік |
| -------- | ------- | ------------------ | ---------------- | -------------------- |
| Чоловіки | 78      | 21                 | 51               | 6                    |
| Жінки    | 77      | 23                 | 41               | 13                   |
| Разом    | 155     | 44                 | 92               | 19                   |